# Papradno
Papradno (in ungherese Kosárfalva) è un comune della Slovacchia facente parte del distretto di Považská Bystrica, nella regione di Trenčín.